# Nisza źródłowa

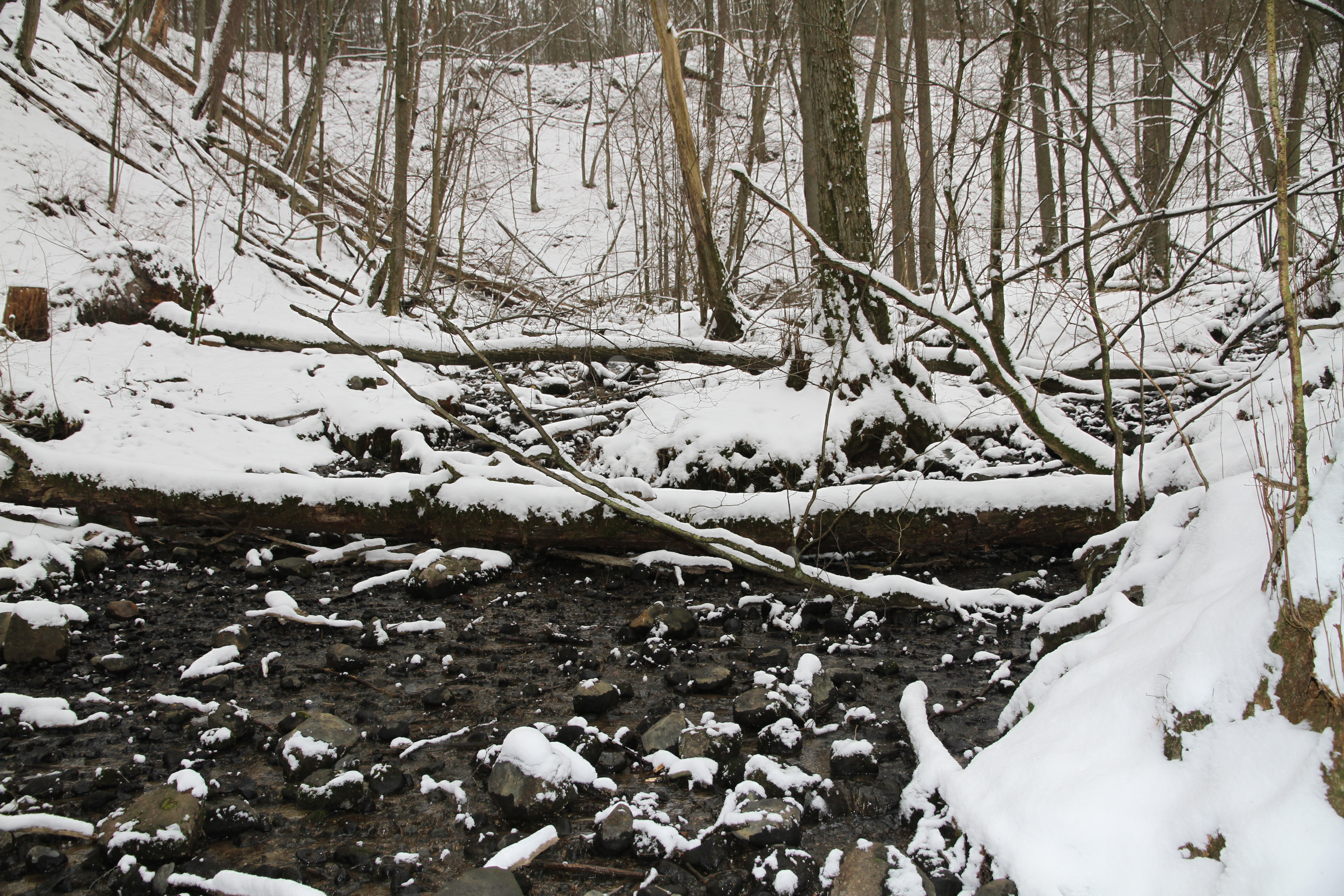
Nisza źródliskowa rezerwatu przyrody Szumny Zdrój

Nisza źródłowa, nisza źródliskowa – małe zagłębienie o stromych zboczach, zwykle amfiteatralne, utworzone wokół źródła wskutek rozszerzania się miejsca wypływu i pod działaniem erozji wstecznej wypływającej wody (erozja źródłowa).